# Comté de Washington (Mississippi)
Pour les articles homonymes, voir Comté de Washington.
Le comté de Washington est situé dans l’État du Mississippi, aux États-Unis. Il comptait 44 922 habitants en 2020. Son siège est Greenville.
Fondé en 1827, le comté est nommé d'après George Washington, premier président des États-Unis.

## Histoire
Niché au cœur du Mississippi Delta, le comté de Washington a pendant longtemps eu une économie centrée autour du coton dont l'exportation était grandement favorisée par la proximité du fleuve qui faisait office de voie de transport. La production cotonnière était étroitement liée au travail servile et d'après l'historien américain Sven Beckert le comté comptait « plus de dix esclaves pour chaque habitant blanc » en 1840. 
Selon les données recueillies par l'Equal Justice Initiative (en), au moins 13 Afro-Américains ont été lynchés dans ce comté entre 1877 et 1950.    

## Comtés limitrophes
|                            | Comté de Bolivar                   |                                       |
| Comté de Chicot (Arkansas) | comté de Washington                | Comté de Sunflower Comté de Humphreys |
|                            | Comté d'Issaquena Comté de Sharkey |                                       |

## Démographie

Pyramide des âges du comté de Washington (2000).

Lors du recensement de 2020, le comté comptait une population de 44 922 habitants. 
| Groupes           | Comté de Washington | Mississippi | États-Unis |
| ----------------- | ------------------- | ----------- | ---------- |
| Blancs            | 25,1                | 56,0        | 61,6       |
| Autres            | 1,5                 | 3,1         | 14,7       |
| Afro-Américains   | 71,3                | 36,6        | 12,4       |
| Métis             | 2,0                 | 3,7         | 10,2       |
| Amérindiens       | 0,1                 | 0,6         | 1,1        |
| Total             | 100                 | 100         | 100        |
|                   |                     |             |            |
| Latino-Américains | 1,3                 | 3,6         | 18,7       |

## Politique
| Élection | Démocrates | Républicains | Autres  |
| -------- | ---------- | ------------ | ------- |
| 1912     | 88,39 %    | 2,42 %       | 9,19 %  |
| 1916     | 94,36 %    | 5,30 %       | 0,34 %  |
| 1920     | 92,71 %    | 7,17 %       | 0,12 %  |
| 1924     | 89,80 %    | 10,06 %      | 0,14 %  |
| 1928     | 85,88 %    | 14,12 %      |         |
| 1932     | 94,21 %    | 5,57 %       | 0,22 %  |
| 1936     | 95,63 %    | 4,19 %       | 0,18 %  |
| 1940     | 88,91%     | 11,05 %      | 0,04 %  |
| 1944     | 81,59 %    | 18,41 %      |         |
| 1948     | 9,10 %     | 8,73 %       | 82,17 % |
| 1952     | 44,23 %    | 55,77 %      |         |
| 1956     | 49,58 %    | 35,94 %      | 14,48 % |
| 1960     | 46,66 %    | 34,44 %      | 18,90 % |
| 1964     | 26,33 %    | 73,67 %      |         |
| 1968     | 36,03 %    | 22,85 %      | 41,12 % |
| 1972     | 30,61 %    | 63,78 %      | 5,61 %  |
| 1976     | 53,17 %    | 41,18 %      | 5,65 %  |
| 1980     | 53,30 %    | 44,63 %      | 2,07 %  |
| 1984     | 45,34 %    | 53,19 %      | 1,47 %  |
| 1988     | 49,41 %    | 49,45 %      | 1,14 %  |
| 1992     | 53,78 %    | 38,59 %      | 7,63 %  |
| 1996     | 57,64 %    | 38,78 %      | 3,58 %  |
| 2000     | 56,77 %    | 40,20 %      | 3,03 %  |
| 2004     | 59,03 %    | 39,45 %      | 1,52 %  |
| 2008     | 67,14 %    | 32,41 %      | 0,45 %  |
| 2012     | 70,92 %    | 28,66 %      | 0,42 %  |
| 2016     | 67,64 %    | 31,17 %      | 1,19 %  |
| 2020     | 69,43 %    | 29,43 %      | 1,14 %  |